# Флаксланден (Німеччина)
Флаксланден (нім. Flachslanden) — громада в Німеччині, розташована в землі Баварія. Підпорядковується адміністративному округу Середня Франконія. Входить до складу району Ансбах.
Площа — 41,00 км2. Населення становить 2353 ос. (станом на 31 грудня 2020).